# Wien Nordbahnhof

Wien Nordbahnhof war ein Bahnhof in Wien und wurde 1838 an der heutigen Nordbahnstraße und dem Nordbahnviertel, nördlich vom Praterstern und dessen heutigem Bahnhof Praterstern eröffnet. 1865 in neuem Gebäude in Betrieb genommen, war er bis 1918 als Ausgangspunkt der Kaiser Ferdinands-Nordbahn bzw. der k.k. Nordbahn der wichtigste und größte Bahnhof der Habsburgermonarchie. Da die 1837 im ersten Abschnitt (Floridsdorf–Deutsch-Wagram) in Betrieb genommene Nordbahn die erste Dampfeisenbahn im Kaisertum Österreich war, zählte der ursprüngliche Nordbahnhof auch zu den ältesten Bahnhöfen des Landes.
1918–1945 war der Bahnhof weiterhin in Betrieb; seine Größe entsprach nun aber nicht mehr den bescheidener gewordenen Wirtschafts- und Verkehrsverbindungen nach Nordosten. In der Schlacht um Wien 1945 stark beschädigt, wurde der Bahnhof nach dem Zweiten Weltkrieg nur mehr als Frachtenbahnhof Wien Nord weiterbetrieben. Die Funktionen im Personenverkehr gingen vorerst auf den Nordwestbahnhof und von 1959 an auf den heutigen Bahnhof Wien Praterstern über, der sich zu einem der wichtigsten Verkehrsknotenpunkte der Stadt entwickelte. 1965 wurde das historische Bahnhofsgebäude, das bis dahin als Ruine dagestanden war und nach heutigen Kriterien die Restaurierung verdient hätte, abgerissen. Seit den 1990er Jahren zieht sich die Bahn auch aus dem seit den 2010er Jahren Nordbahnviertel genannten Areal des Frachtenbahnhofes zurück, wo nun ein neuer Stadtteil entsteht.

## Lage
Der Bahnhof befand sich im 2. Wiener Gemeindebezirk, der Leopoldstadt, im zentralen Stadtbereich direkt nördlich des Pratersterns, der sich zum großen Verkehrsknotenpunkt entwickelte. Er war im Personenverkehr von der Nordbahnstraße aus zugänglich, im Frachtenverkehr im Wesentlichen von der Lassallestraße aus.
Das Bahngelände war etwa wie folgt begrenzt (heutige Straßennamen):
- im Westen: Nordbahnstraße und Dresdner Straße
- im Norden: Innstraße (seit 1900 Grenze zwischen 2. und 20. Bezirk)
- im Nordosten: Vorgartenstraße
- im Südosten: Lassallestraße

So ist heute auch das Stadtentwicklungsgebiet Nordbahnhofgelände begrenzt, für das sich in den 2010er Jahren der Einfachheit halber die Bezeichnung Nordbahnviertel ergeben hat.
An das Bahngelände schließt westlich der Nordbahnstraße bis zur Heinestraße und zur Taborstraße das früher  Nordbahnviertel genannte Wohngebiet an, das mit dem Bahnhof auf ehemaligem Donauaugelände entstand und seit etwa 2010 als Volkertviertel und Alliiertenviertel bezeichnet wird.

## Geschichte

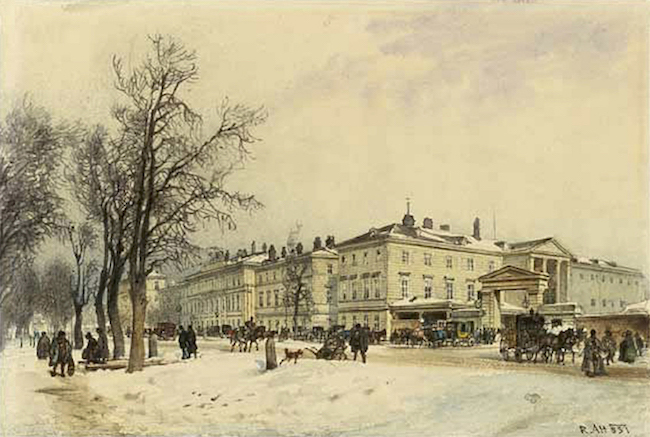
Der 1. Nordbahnhof (Aquarell von Rudolf von Alt, 1851)

### Vorgeschichte 1829–1836
Professor Franz Xaver Riepl vom k.k. Polytechnischen Institut in Wien schlug 1829 eine Bahnverbindung der Salzabbaustätten und -magazine in Galizien mit dem Seehafen Triest am Mittelmeer vor. 1830 fand er mit Salomon Freiherr von Rothschild einen Investor für die Errichtung des Teilabschnittes Nordbahn von Wien nach Bochnia. Die eingereichte etwa 450 Kilometer lange Strecke wurde im März 1836 genehmigt. 
Ursprünglich war die Errichtung des Endbahnhofs nördlich der noch unregulierten Donau in Floridsdorf geplant. Die Waggons sollten dort von den schweren Dampftriebwagen entkoppelt und mit Pferden über eine bereits bestehende Donaubrücke nach Wien gezogen werden. Nach langen Diskussionen wurde aber schließlich die Errichtung einer tragfähigen zweigleisigen Jochbrücke aus Holz und die Errichtung des Bahnhofes in der Leopoldstadt beschlossen. Ausführendes Unternehmen sollte die neugegründete  Aktiengesellschaft Kaiser Ferdinands-Nordbahn werden.

### Der 1. Nordbahnhof 1838–1865
Am 7. April 1837 wurde mit dem Bau am damals noch nicht trockengelegten und unregulierten donauseitigen Rand der Wiener Vorstadt Leopoldstadt begonnen. Bereits am 6. Jänner 1838 wurde der erste k.k. Nordbahnhof eröffnet. Er lag auf einer kleineren Insel in der unregulierten Donau in damals noch landwirtschaftlich genutztem, immer wieder überschwemmtem Gebiet und wurde neben der Forstmeisterallee, der späteren Nordbahnstraße, angelegt. Wenige hundert Meter nördlich des Abfertigungsgebäudes hatte die Bahnstrecke einen Donauarm, das Fahnenstangenwasser, zu überqueren. Wegen der Hochwassergefahr wurde das Areal aufgeschüttet und lag 4,4 Meter über dem Straßenniveau.
Das Areal des Bahnhofs hatte eine Fläche von 24.829 m² und war von einer 2,5 m hohen Mauer umschlossen; bei der Einfahrt befand sich ein Tor, das vor dem ersten Zug geöffnet und nach dem letzten Zug geschlossen wurde. Der Bahnhof hatte sechs Gleise, acht Weichen sowie Drehscheiben mit 28 Anschlüssen. Daneben gab es Werkstätten und eine große Zahl von Nebengebäuden. Nur der denkmalgeschützte Wasserturm ist bis heute erhalten geblieben.
1850 wurde das Areal eingemeindet und zum Teil des 2. Wiener Gemeindebezirks erklärt.

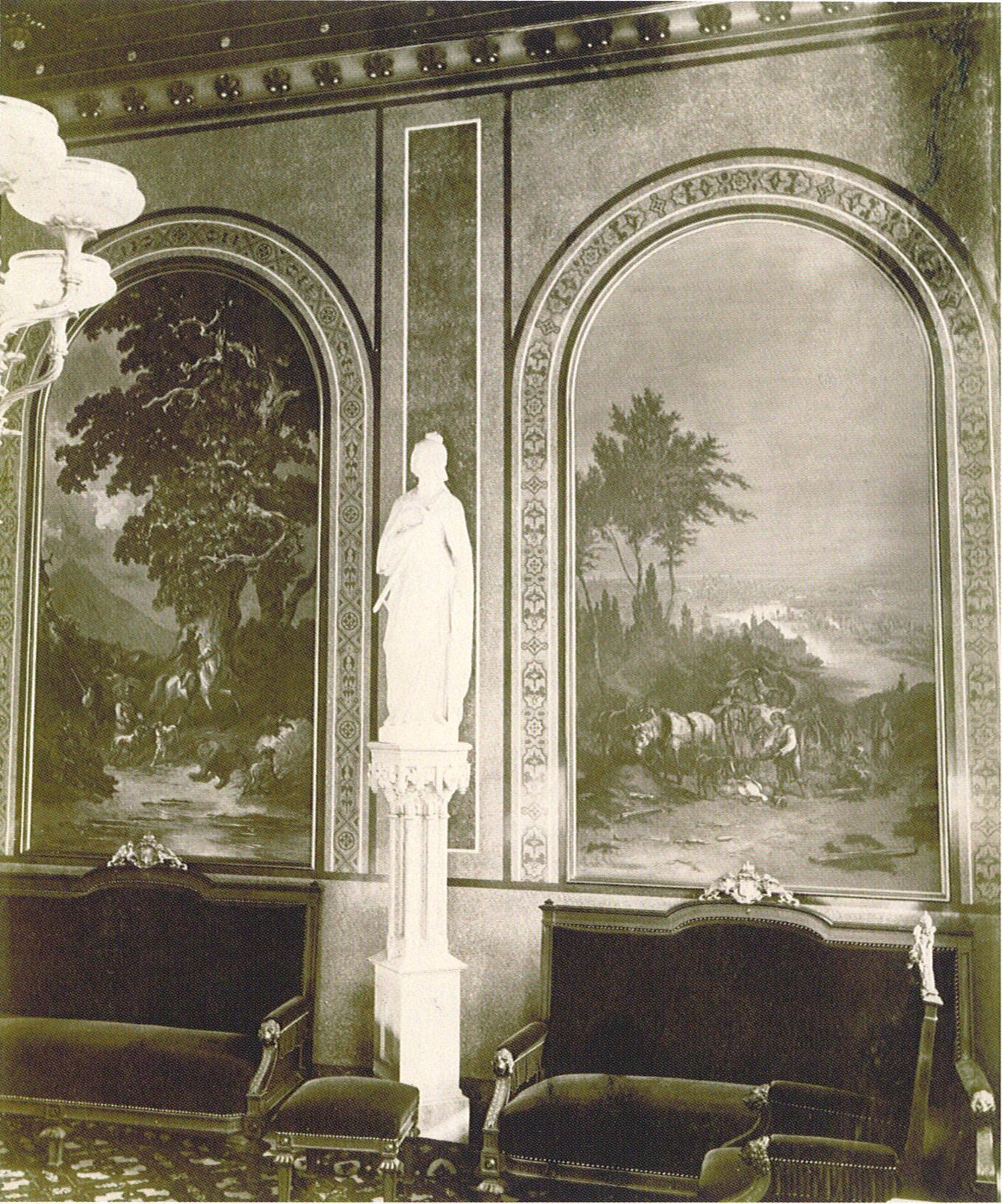
Der 2. Nordbahnhof: Der Empfangssalon des kaiserlich-königlichen Hofes mit Wandgemälden von Carl Schweninger

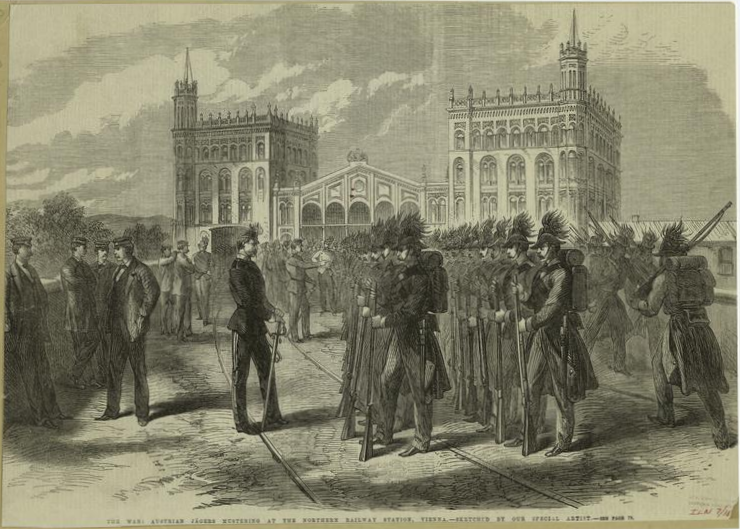
Kaiserjäger beim Appell am k.k. Nordbahnhof vor der Abfahrt in den Preußisch-österreichischen Krieg 1866

### Der 2. Nordbahnhof 1865–1965

#### 1865–1918
Aufgrund des stark zunehmenden Passagieraufkommens war der Bahnhof bald zu klein und musste einem Neubau weichen. 1859–1865 wurde, wieder unweit des Pratersterns, ein neues, vergleichsweise luxuriöses Bahnhofsgebäude errichtet; dahinter lag der Frachtenbahnhof, der sich zur Zeit seiner größten Ausdehnung fast bis ans Ufer der 1868–1875 regulierten Donau erstreckte. 1859 erfolgte auch die Betriebsaufnahme der Verbindungsbahn vom Nord- zum Südbahnhof.
Mit der Planung waren mehrere Architekten beauftragt; der Entwurf im maurischen Stil stammt im Wesentlichen von Theodor Hoffmann. Die Ausschmückung der Räume wurde von Bildhauern und Freskenmalern durchgeführt. Die Eröffnung erfolgte am 15. Oktober 1865. Das Empfangsgebäude war, wie bei anderen großen Bahnhöfen dieser Zeit, ein ausgesprochenes Repräsentationsgebäude und war z. B. mit einem Hofwartesalon für den kaiserlichen Hof ausgestattet. Für die Züge stand eine geräumige Halle in Hochlage zur Verfügung. Im Vestibül stand eine Statue des Gründers und Hauptfinanziers der Nordbahn, Salomon Rothschild, die 1869/1870 von Johann Meixner angefertigt worden war. Sie wurde 1938 von den Nationalsozialisten abmontiert und ist heute als Leihgabe des Technischen Museums Wien im Jüdischen Museum Wien zu sehen.
Gegenüber dem Haupteingang des zweiten Nordbahnhofs wurde an der Nordbahnstraße 50 zur Wiener Weltausstellung 1873 das große Hotel Donau errichtet. Das Gebäude wurde später als Direktion der k.k. Kaiser Ferdinands-Nordbahn, dann der Bundesbahndirektion Wien genutzt und wird, unter Denkmalschutz gestellt, bis heute von ÖBB-Dienststellen verwendet. Ebenfalls 1873 wurde hinter dem Hotel das luxuriöse Römische Bad eröffnet.
1895 wurde die Gasbeleuchtung durch elektrisches Licht ersetzt. Um 1900 umfasste das Bahnhofsgelände insgesamt 36 Hektar. 1906 wurde die bis dahin private Nordbahn in die k.k. Staatsbahnen eingegliedert, d. h. verstaatlicht.
In der Zeit der k.u.k. Monarchie bis 1918 war der Nordbahnhof einer der bedeutendsten Bahnhöfe in Europa und mit den Verbindungen nach Brünn, Kattowitz, Krakau und Lemberg der wichtigste Bahnhof Wiens. Für viele Zuwanderer aus den Kronländern Galizien, Bukowina, Böhmen und Mähren war er das Tor nach Wien. Die erste elektrische Straßenbahnlinie Wiens, die spätere (und heutige) Linie 5, verband den Bahnhof seit 1897 mit dem Nordwestbahnhof, dem Franz-Josefs-Bahnhof und dem Westbahnhof.
Die 1899 zur Endstation der Wiener Stadtbahn aufgewertete Haltestelle Wien Praterstern war zwar betrieblich vom Nordbahnhof getrennt, sorgte aber dennoch für eine bessere Integration desselbigen in den Nah- und Regionalverkehr.
Der Nordbahnhof spielte im Ersten Weltkrieg eine wichtige Rolle: Hier wurden viele Truppentransporte an die russische Front abgefertigt und Verwundetentransporte aus dem Frontgebiet übernommen. Hier kamen 1914 / 1915 vor dem Eindringen der russischen Armee in Galizien geflohene Menschen an, 1917 / 1918 die aus russischer Kriegsgefangenschaft entlassenen österreichischen Soldaten. Mit dem Zerfall der Donaumonarchie verlor der Nordbahnhof weitgehend seine überregionale Bedeutung.

#### 1918–1945

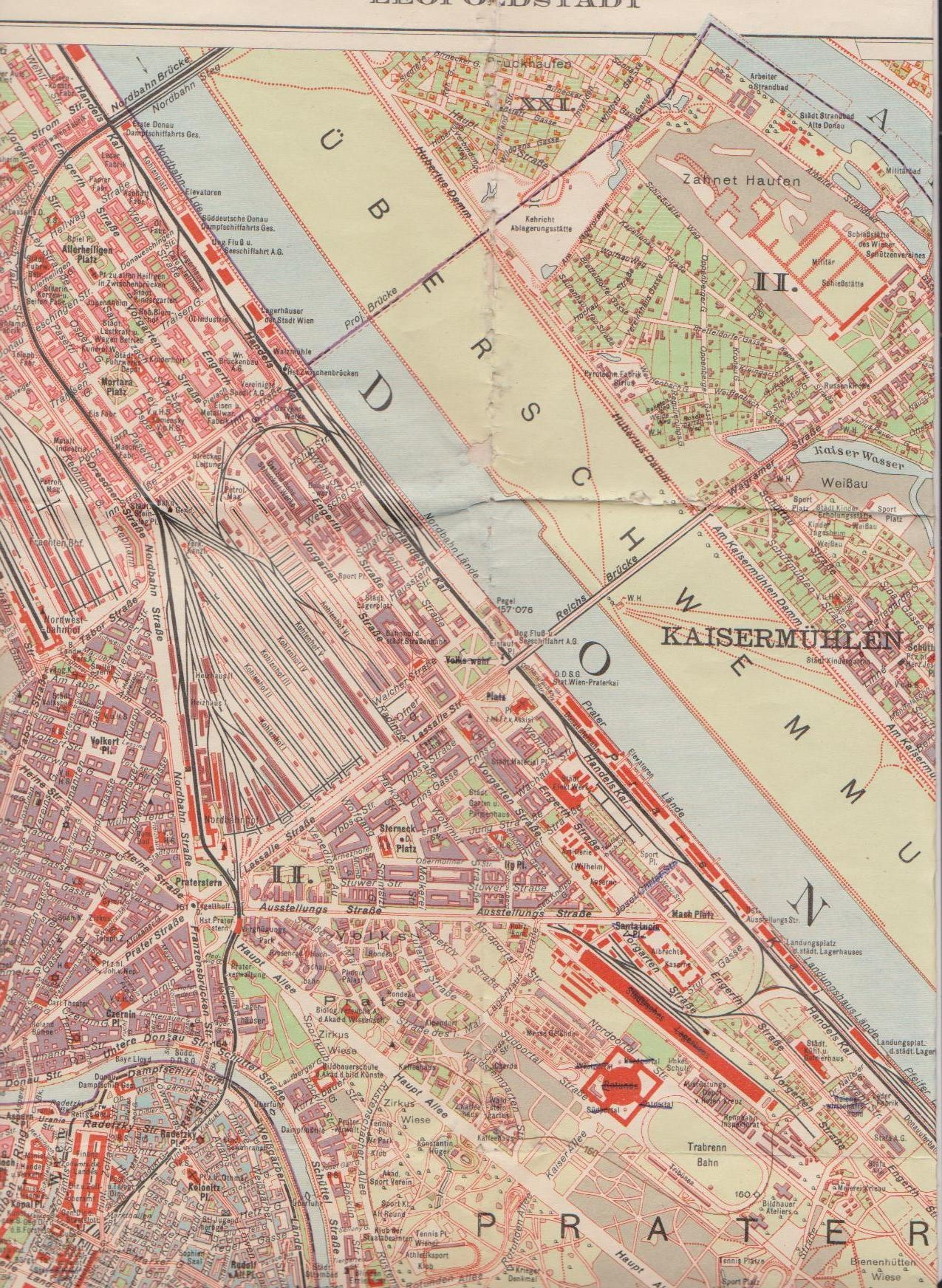
Nordbahnhof und Praterstern auf einem Stadtplan um 1925

Mitte der 1920er Jahre verfügte der Nordbahnhof über zwei Heizhäuser, sechs Kohlenhöfe, Ladegleise mit bis zu über einem Kilometer Länge und ein Petroleummagazin. Nach Wien Donauuferbahnhof an der Donauuferbahn gab es bis nach 2010 eine nahe der Innstraße im halbkreisförmigen Bogen geführte Direktverbindung (Bahnstrecke Wien Nordbahnhof Frachtenbahnhof–Wien Donauuferbahnhof).
Im März 1938, nach dem Anschluss Österreichs, flüchteten viele, die Verfolgung vor den Nationalsozialisten befürchteten, mit der Nordbahn über Lundenburg (Břeclav) in die Tschechoslowakei. Von 1943 bis Kriegsende wurden fast 2.000 jüdische Wiener vom Nordbahnhof aus in das KZ Theresienstadt und nach Auschwitz deportiert; zuvor waren die Deportationszüge vom Aspangbahnhof abgefahren.

#### 1945–1965

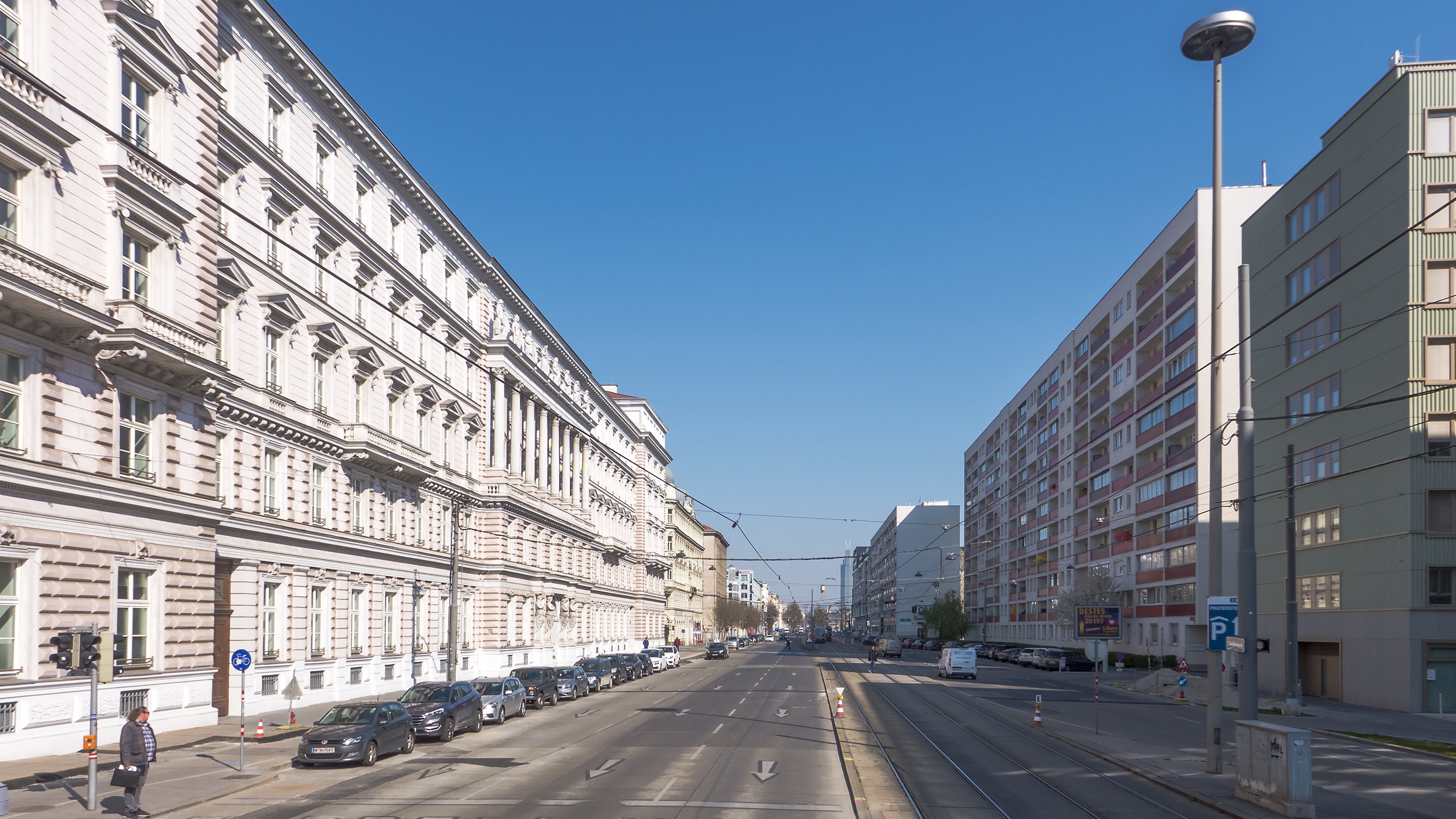
Das Areal des Nordbahnhofs heute (rechts)

In der Schlacht um Wien in der Endphase des Zweiten Weltkriegs wurde der Bahnhof am 12. März 1945 durch Bombentreffer und Anfang April 1945 durch Artillerie schwer beschädigt. Die Nordbahnbrücke über die Donau war infolge der Kampfhandlungen bis 1957 unbenutzbar; die Nordbahnzüge wurden bis 1959 vom Nordwestbahnhof aus über die Nordwestbahnbrücke geführt.
Mit Beginn des nach 1945 folgenden Kalten Kriegs wurden die Grenzen der nördlichen und östlichen Nachbarstaaten geschlossen, die Nordbahnstrecke verlor ihre überregionale Bedeutung. (Dennoch war noch auf Stadtplänen der Nachkriegszeit zu lesen, die Nordbahn verkehre nach Brünn, Krakau, Lemberg und Czernowitz.)
Der Bahnhofsbau wurde dem Verfall preisgegeben und am 21. Mai 1965 gesprengt. Der Wiener Historiker Georg Rigele erklärte dazu Jahrzehnte später, der Abriss habe keine Proteste, keine öffentlichen Kontroversen ausgelöst. Es handelte sich um den stillen, unreflektierten (zumindest nicht debattierten) Abbruch einer historischen Beziehung, um den Verlust eines … symbolhaften Ortes für den tschechischen, polnischen und jüdischen Anteil an der Wiener Geschichte.
In den Jahren vor dem Abriss waren vor der Kulisse des Bahnhofsgebäudes an der Nordbahnstraße noch Filmszenen entstanden, in denen das Attentat von Sarajevo von 1914 und der ungarische Aufstand von 1956 gegen das stalinistische Regime nachgespielt wurden. Im 1955 gedrehten Film Sarajevo – Um Thron und Liebe stellte die historische Eingangshalle des Bahnhofs das Rathaus von Sarajevo dar.

### Frachtenbahnhof 1945–2005
Von 1945 bis nach 2000 wurde im Nordbahnhofgelände weiterhin Güterverkehr abgewickelt. 1945–1955 befand sich der Bahnhof im sowjetischen Sektor der Stadt. Der Eiserne Vorhang wirkte bis 1989 verkehrshemmend. Die ÖBB nützten das weitläufige Gelände unter anderem zum Abstellen nicht (mehr) benötigter Schienenfahrzeuge, angesiedelte Firmen wickelten hier auch Verkehr ab, bei dem die Bahn keine oder eine geringe Rolle spielte.
Nach der Schaffung moderner Güterverkehrseinrichtungen an anderen Standorten einigten sich Bundesbahnen und Stadtverwaltung darauf, das Gelände sukzessive für neue Nutzungen freizugeben. 1979 wurde als erstes Bahnareal an der Nordseite der Lassallestraße freigegeben; es wurde ab den 1990ern mit Bürogebäuden usw. verbaut. 1994 wurde das Leitbild Nordbahnhof beschlossen. 2005 wurde auch für das große nördlich an den bereits bebauten Streifen an der Lassallestraße anschließende Areal der Flächenwidmungsplan beschlossen. Der Rudolf-Bednar-Park wurde 2008 eröffnet. 2011/2012 fand zur Aktualisierung des Leitbildes von 1994 neuerlich ein städtebaulicher Wettbewerb statt, der im Städtebaulichen Leitbild 2014 resultierte; die ursprünglichen Planungen wurden angepasst, siehe Nordbahnviertel.